# Diracmaß
Ein Diracmaß, benannt nach dem Physiker Paul Dirac, ist ein Maß in der Maßtheorie mit einelementigem Träger. Das Diracmaß ist die Verteilung einer fast sicher konstanten Zufallsvariable und spielt eine Rolle als Formalisierung des Begriffes der Delta-Distribution.

## Definition
Es sei ein messbarer Raum {\displaystyle (\Omega ,{\mathcal {A}})} gegeben, also eine Grundmenge {\displaystyle \Omega } zusammen mit einer darauf definierten σ-Algebra {\displaystyle {\mathcal {A}}}. Zu jedem Punkt {\displaystyle z\in \Omega } wird eine zugehörige Abbildung {\displaystyle \delta _{z}} definiert, die jeder Menge {\displaystyle A\in {\mathcal {A}}} den Wert {\displaystyle 1} zuordnet, wenn sie {\displaystyle z} enthält, und den Wert {\displaystyle 0}, wenn sie {\displaystyle z} nicht enthält:
{\displaystyle \delta _{z}(A):={\begin{cases}1,&{\text{falls }}z\in A,\\0&{\text{sonst.}}\end{cases}}}
Die Abbildung {\displaystyle \delta _{z}\colon {\mathcal {A}}\to [0,1]} ist dann ein Maß und wird Diracmaß oder Punktmaß im Punkt {\displaystyle z} genannt. Wegen  {\displaystyle \delta _{z}(\Omega )=1} ist {\displaystyle \delta _{z}} sogar ein Wahrscheinlichkeitsmaß und {\displaystyle (\Omega ,{\mathcal {A}},\delta _{z})} ein Wahrscheinlichkeitsraum. Damit lässt sich die Dirac-Verteilung definieren. Beim Diracmaß {\displaystyle \delta _{z}} ist die Einheitsmasse im Punkt {\displaystyle z} konzentriert. Es folgt, dass das Maß endlich ist, insbesondere ist der Maßraum σ-endlich.
Mit Hilfe der charakteristischen Funktion {\displaystyle \chi } kann man die definierende Gleichung auch durch
{\displaystyle \delta _{z}(A)=\chi _{A}(z)}
für alle {\displaystyle z\in \Omega } und {\displaystyle A\in {\mathcal {A}}} ausdrücken.

## Eigenschaften des Dirac-Maßes
{\displaystyle \delta _{x}} sei das Dirac-Maß, das auf einem festen Punkt {\displaystyle x} in einem messbaren Raum {\displaystyle (X,\Sigma )} zentriert ist.
- {\displaystyle \delta _{x}} ist ein Wahrscheinlichkeitsmaß und damit ein endliches Maß.

Angenommen, dass {\displaystyle (X,T)} ein topologischer Raum ist und dass {\displaystyle \Sigma } mindestens so fein wie die borelsche {\displaystyle \sigma }-Algebra {\displaystyle \sigma (T)} auf {\displaystyle X} ist, dann gilt:
- {\displaystyle \delta _{x}} ist ein streng positives Maß dann und nur dann, wenn die Topologie {\displaystyle T} so ist, dass {\displaystyle x} innerhalb jeder nichtleeren offenen Menge liegt, z. B. im Fall der trivialen Topologie {\displaystyle \{\varnothing ,X\}}.
- Da {\displaystyle \delta _{x}} ein Wahrscheinlichkeitsmaß ist, ist es auch ein lokal endliches Maß.
- Wenn {\displaystyle X} ein topologischer Hausdorff-Raum mit seiner borelschen {\displaystyle \sigma }-Algebra ist, dann erfüllt {\displaystyle \delta _{x}} die Eigenschaft, ein inneres reguläres Maß zu sein, da Einermengen wie {\displaystyle \{x\}} immer kompakt sind. Folglich ist {\displaystyle \delta _{x}} auch ein Radon-Maß.
- Unter der Annahme, dass die Topologie {\displaystyle T} fein genug ist, dass {\displaystyle \{x\}} abgeschlossen ist (was in den meisten Anwendungen der Fall ist), ist der Träger von {\displaystyle \delta _{x}} gleich {\displaystyle \{x\}}. (Andernfalls ist {\displaystyle \operatorname {supp} \left(\delta _{x}\right)} der Abschluss von {\displaystyle \{x\}} in {\displaystyle (X,T)}.) Außerdem ist {\displaystyle \delta _{x}} das einzige Wahrscheinlichkeitsmaß, dessen Träger {\displaystyle \{x\}} ist.
- Wenn {\displaystyle X} der {\displaystyle n}-dimensionale euklidische Raum {\displaystyle \mathbb {R} ^{n}} mit seiner üblichen {\displaystyle \sigma }-Algebra und {\displaystyle n}-dimensionalem Lebesgue-Maß {\displaystyle \lambda ^{n}} ist, dann ist {\displaystyle \delta _{x}} ein singuläres Maß in Bezug auf {\displaystyle \lambda ^{n}}: Man zerlege einfach {\displaystyle \mathbb {R} ^{n}} in {\displaystyle A=\mathbb {R} ^{n}\setminus \{x\}} und {\displaystyle B=\{x\}} und stelle fest, dass {\displaystyle \delta _{x}(A)=\lambda ^{n}(B)=0}.
- Das Dirac-Maß ist ein {\displaystyle \sigma }-endliches Maß.

## Dirac-Integral
Das Dirac-Integral der Funktion {\displaystyle f\colon A\to \mathbb {R} } ist definiert als das Lebesgue-Integral bezüglich des Dirac-Maßes. Anstelle des Lebesgue-Maßes wird zur Berechnung des Integrals das Dirac-Maß verwendet. Damit ergibt sich für das Integral einer beliebigen Funktion {\displaystyle f}:
{\displaystyle \int _{A}f\mathrm {d} \delta _{z}={\begin{cases}f(z)&z\in A\\0&z\notin A\end{cases}}}

### Begründung
Die Abbildung {\displaystyle f\colon A\to \mathbb {R} } sei eine nicht-negative messbare Funktion. Das Lebesgue-Integral der Funktion bezüglich des Dirac-Maßes ist durch
{\displaystyle \int _{A}f\mathrm {d} \delta _{z}=\lim _{n\rightarrow \infty }\int _{A}f_{n}\mathrm {d} \delta _{z}}
definiert, wobei {\displaystyle f_{n}} eine beliebige Folge nichtnegativer einfacher Funktionen ist, die punktweise und monoton wachsend gegen {\displaystyle f} konvergiert. Eine einfache Funktion ist eine messbare Funktion, die nur endlich viele Funktionswerte {\displaystyle \alpha _{i}} annimmt. {\displaystyle m} sei die Anzahl der Funktionswerte {\displaystyle \alpha _{i}}; {\displaystyle A_{i}} seien die (messbaren) Mengen, auf der die Funktion {\displaystyle f_{n}} jeweils den Wert {\displaystyle \alpha _{i}} annimmt. Das Integral einer einfachen Funktion ist damit folgendermaßen definiert:
{\displaystyle \int _{A}f_{n}\mathrm {d} \delta _{z}=\sum _{i=1}^{m}\alpha _{i}(n)\delta _{z}(A_{i}(n))}
Ist {\displaystyle z\notin A}, dann ist {\displaystyle z} erst recht nicht Element irgendeiner der Teilmengen {\displaystyle A_{i}}. Dann ist auch das Dirac-Maß von allen {\displaystyle A_{i}} gleich null. Folglich ist das Integral über {\displaystyle A} insgesamt gleich null.
Ist {\displaystyle z\in A_{j}(n)} für irgendein {\displaystyle j}, so ist das Dirac-Maß von {\displaystyle A_{j}(n)} gleich {\displaystyle 1}; das Dirac-Maß für alle anderen Mengen {\displaystyle A_{i}(n)} ist dann gleich null. Für das Integral der einfachen Funktionen {\displaystyle f_{n}} ergibt sich somit:
{\displaystyle \int _{A}f_{n}\mathrm {d} \delta _{z}=\alpha _{j}(n)=f_{n}(z)}
{\displaystyle \lim _{n\rightarrow \infty }\int _{A}f_{n}\mathrm {d} \delta _{z}=\lim _{n\rightarrow \infty }f_{n}(z)=f(z)}
Also ist das Dirac-Integral gleich dem Funktionswert an der Stelle {\displaystyle z}, wenn {\displaystyle z\in A} ist.
Eine andere Beweisführung erfolgt so:
Für alle {\displaystyle z\in \Omega } und {\displaystyle A\in {\mathcal {A}}} gilt
{\displaystyle {\begin{aligned}\int _{A}f\,\mathrm {d} \delta _{z}&=\int _{A\cap f^{-1}(\{f(z)\})}f\,\mathrm {d} \delta _{z}+\int _{A\setminus f^{-1}(\{f(z)\})}f\,\mathrm {d} \delta _{z}\\&=\int _{\{x\in A\vert f(x)=f(z)\}}f\,\mathrm {d} \delta _{z}+\int _{\{x\in A\mid f(x)\neq f(z)\}}f\,\mathrm {d} \delta _{z}\\&=f(z)\delta _{z}(A)+0\\&=f(z)\delta _{z}(A)\\&={\begin{cases}f(z)&z\in A\\0&z\not \in A\end{cases}}\end{aligned}}}
Als einelementige Teilmenge von {\displaystyle \mathbb {R} } ist {\displaystyle \{f(z)\}\in {\mathcal {B}}}. Urbilder messbarer Mengen sind messbar. Also ist {\displaystyle f^{-1}(\{f(z)\})\in {\mathcal {A}}} und dementsprechend auch die Mengen, über die oben integriert wird.
Falls {\displaystyle \{z\}\in {\mathcal {A}}}, so ist auch eine Integration über {\displaystyle A\cap \{z\}} und {\displaystyle A\setminus \{z\}} möglich.